# 变豆菜
变豆菜（学名：Sanicula chinensis）是伞形科变豆菜属的植物。分布在日本、俄罗斯、朝鲜以及中国大陆的华北、西南、西北、东北、中南等地，生长于海拔200米至2,300米的地区，常生长在荫湿的山坡路旁、竹园边、杂木林下及溪边等草丛中，目前尚未由人工引种栽培。

## 别名
蓝布正、鸭脚板（四川）

## 延伸阅读
[在维基数据编辑]
 《植物名實圖考·變豆菜》，出自吳其濬《植物名實圖考》